# John Boorman
John Boorman (Surrey, 18 januari 1933) is een Engels filmregisseur, -producent en scenarioschrijver. Hij werd voor zijn films Deliverance (1972) en Hope and Glory (1987) genomineerd voor in totaal vijf Academy Awards in verschillende categorieën. Meer dan vijftien andere prijzen werden hem daadwerkelijk toegekend, waaronder die voor beste regisseur op het Filmfestival van Cannes in zowel 1970 (voor Leo the Last) als in 1998 (voor The General).
Voor Boorman films ging maken, werkte hij als journalist en later als hoofd van de documentaireredactie van de BBC. Hij is een uitgesproken bewonderaar van de in 1987 overleden acteur Lee Marvin, met wie hij zelf Point Blank (1967) en Hell in the Pacific (1968) opnam.
Boorman is getrouwd met Christel Kruse Boorman. Zijn zeven kinderen zijn niet allemaal van haar. Van Boormans kroost werden Katrine en Charley acterend in de filmwereld actief. Beiden speelden in meer dan tien bioscooptitels. Boorman gaf Charley zelf rollen in Deliverance (1972), Excalibur (1981), Nemo (1984), The Emerald Forest (1985), Hope and Glory (1987), I Dreamt I Woke Up (1991), Two Nudes Bathing (1995), Beyond Rangoon (1995) en In My Country (2004). Kathrine had hij voor de camera in Zardoz (1974), Excalibur, Nemo en Hope and Glory. Daarnaast waren in Zardoz ook Boormans - destijds tiener- - dochters Telsche en Daisy even te zien en in The Tailor of Panama (2001) zijn dochter Lola.

## Filmografie

### Als regisseur
| - Queen and Country (2014) - The Tiger's Tail (2006) - In My Country (2004) - The Tailor of Panama (2001) - The General (1998) - Lumière and Company (1995) - Beyond Rangoon (1995) - Two Nudes Bathing (1995) - I Dreamt I Woke Up (1991) - Where the Heart Is (1990) - Hope and Glory (1987) | - The Emerald Forest (1985) - Journey Into Light (1985, televisiefilm) - Excalibur (1981) - Exorcist II: The Heretic (1977) - Zardoz (1974) - Deliverance (1972) - Leo the Last (1970) - Hell in the Pacific (1968) - Point Blank (1967) - Having a Wild Weekend (1965) - Six Days to Saturday (1963) |

### Als producent
| - Queen and Country (2014) - The Tiger's Tail (2006) - In My Country (2004) - The Tailor of Panama (2001) - The General (1998) - Angela Mooney (1996) - Beyond Rangoon (1995) - Two Nudes Bathing (1995) - Where the Heart Is (1990) - Hope and Glory (1987) | - The Emerald Forest (1985) - Nemo (1984) - Angel (1982) - Excalibur (1981) - The Hard Way (1979, televisiefilm) - Exorcist II: The Heretic (1977) - Zardoz (1974) - Deliverance (1972) - Six Days to Saturday (1963) |

### Als schrijver
| - Queen and Country (2014) - The Tiger's Tail (2006) - The Tailor of Panama (2001) - The General (1998) - Two Nudes Bathing (1995) - I Dreamt I Woke Up (1991) - Where the Heart Is (1990) | - Hope and Glory (1987) - Journey Into Light (1985, televisiefilm) - Excalibur (1981) - Exorcist II: The Heretic (1977) - Zardoz (1974) - Leo the Last (1970) - Six Days to Saturday (1963) |

- Bibsys: 90801887
- Biblioteca Nacional de España: XX1265448
- Bibliothèque nationale de France: cb12175708z (data)
- Catàleg d'autoritats de noms i títols de Catalunya: 981058513136406706
- CiNii: DA0541833X
- Gemeinsame Normdatei: 118826336
- International Standard Name Identifier: 0000 0000 8396 7559
- Library of Congress Control Number: n85078489
- Nationale Bibliotheek van Tsjechië: pna2009525982
- Nationale bibliotheek van Australië: 35681255
- Nationale Bibliotheek van Israël: 987007301628005171
- Nationale Bibliotheek van Polen: a0000002683505
- Nederlandse Thesaurus van Auteursnamen: 072542764
- Réseau des bibliothèques de Suisse occidentale: 02-A003024918
- Istituto Centrale per il Catalogo Unico: RAVV089727
- LIBRIS: 243387
- SNAC: w6pz6cz2
- Système universitaire de documentation: 030316200
- Trove: 1039958
- Virtual International Authority File: 79072045
- WorldCat: E39PBJkHq8YrGtq4tXYPtCW7HC